# Joan Pérez i Lúcia
Joan Pérez i Lúcia   (València, 1870 - 1927) fou un periodista i polític valencià. El 1896 es llicencià en dret per la Universitat de València i formà part de la Lliga Catòlica de València, d'ideologia carlina, per la qual fou escollit regidor de l'ajuntament de València el 1905 i diputat provincial pels Serrans el 1913-1917. També fou candidat a les eleccions a Corts Espanyoles, però no fou escollit mai. En aquells anys es distancià del tradicionalisme per a aproximar-se tímidament al regionalisme. Fou un dels promotors de la fundació el 1914 del Centre de Cultura Valenciana idel monument al pronunciament de Sagunt de 1874. Fou director i propietari del diari catòlic La Voz de Valencia i president de Lo Rat Penat (1916-1918). També va promoure el turisme estival a les seves terres de Virgen de la Vega, a Alcalá de la Selva (província de Terol).